# Cutibacterium acnes
Cutibacterium acnes (voorheen Propionibacterium acnes) is een grampositieve staafvormige bacterie die commensaal is en die zich bij ieder mens al vanaf de geboorte op en diep in de huid bevindt. De bacterie valt onder de 'residente flora' van de huid. Hij komt ook bij veel andere diersoorten voor.
De bacterie leeft van vetzuren die voorkomen in talg. Hij is in staat enzymen te produceren die huidweefsel kunnen afbreken, en beschadigt daardoor cellen van talgklieren. Daardoor ontstaat een toegangsmogelijkheid voor andere bacteriën, zoals Staphylococcus epidermidis en Staphylococcus aureus. Dit is waarschijnlijk de reden dat deze bacterie in verband wordt gebracht met de huidaandoening acne.
De vroegere naam Propionibacterium was een vernoeming naar een unieke eigenschap: ze zijn in staat om propionzuur te synthetiseren door het enzym transcarboxylase te gebruiken.

## Ziekteverschijnselen
Hoewel acne verreweg de meest bekende, en een relatief onschuldige uitingsvorm van deze bacterie is, is deze bacterie in zeldzame gevallen ook gerelateerd aan verschillende andere aandoeningen, waaronder postoperatieve infecties van kunstgewrichten of kunstmatige hartkleppen. De bacterie wordt ook aangetroffen in tussenwervelschijven bij rughernia's, en er is een vermoeden dat enzymen die de bacterie produceert, bij zouden kunnen dragen aan de hernia.

## Fotosensitiviteit
Cutibacterium acnes licht oranje op als hij wordt blootgesteld aan Wood's licht (ultraviolet licht), met name met een golflengte van 405–420 nanometer. Dat komt doordat de bacterie porfyrinen bevat die op dit licht reageren. Hierop is lichttherapie gebaseerd.